# 亀井政矩
亀井 政矩（かめい まさのり）は、江戸時代前期の大名、幕臣。因幡鹿野藩第2代藩主、後に石見津和野藩初代藩主。津和野藩亀井家2代。鹿野藩初代藩主亀井茲矩の次男。

## 生涯
天正18年（1590年）に生誕。初名は幸高。
慶長7年（1602年）、徳川家康に初めて御目見えし、慶長9年（1604年）、従五位下右衛門佐に叙任される。
このとき15歳だったが、本多正純、成瀬正成に続いて大名の列に従って登営していたのを本意ではないと憚り、側近として（将軍に）奉仕したいと申し出ていて、翌年（1605年）10月に将軍徳川秀忠が伏見から江戸に下向するときに供奉し、このときに先の話が秀忠の耳に入り、土井利勝・島田利正を使者として願いが叶えられる旨が告げられ、秀忠付の近習となった。この年、豊前守の官位に改められた。
慶長14年（1609年）4月、（将軍の指示で）松平康重の娘と結婚。久米郡・河村郡内で5千石の加増を受けた。
慶長17年（1612年）、父が病死するとその跡を継いで鹿野藩主となった。4万3,000石を領する。
慶長19年（1614年）の大坂冬の陣では633人を率いて出征。本多正信の組に属して（秀忠の）後備衆に陣した。慶長20年（1615年）の夏の陣でも同じく本多正信の組で、旗本前備衆に加わった。
元和3年（1617年）、石見津和野藩主だった坂崎直盛が凶行のために改易されると、その後を受けて、7月20日、津和野への移封を命じられた。因幡の旧領は鳥取藩に加えられ、姫路の池田新太郎（光政）に与えられた。
政矩は石見国鹿足郡・美濃郡・那賀郡・邑智郡への領地替えとなり、津和野の三本松城が与えられた。
元和5年（1619年）5月、福島正則が広島城の無断改築で改易となった際、隣国の藩主である政矩は病身であったが、安藤重信・永井直勝の上使の警護を命じられた。政矩は輿に乗って安芸国へ向かったが、広島で病状が悪いことを心配した重信・直勝によって居城に帰るように諭され、家臣が国境の守りの任務を行った。7月、重信・直勝が任務を終えて伏見に帰還すると、政矩は病気を我慢して二人を迎えたが、二人は政矩の衰えが著しいことを上司の土井利勝に告げた。利勝はこれを将軍に報告したので、政矩は京都での療養を命じられた。
同年8月15日、狼谷（京都市伏見区深草大亀谷）にて政矩の乗馬が急に暴れて落馬。口取をしていた家臣の腕が抜け、2名が負傷するほどの騒ぎであり、それがもとで死去した。享年30。
跡は3歳の嫡男茲政が継いだが、祖母と母に養育されるように津和野に帰された。